# زمین‌لرزه ۱۳۹۸ آذربایجان غربی
در ۴ اسفند ۱۳۹۸ زمین‌لرزه‌ای به بزرگی ۵٫۷ ریشتر در ساعت ۹:۲۲ به وقت ایران حوالی قطور در آذربایجان غربی را لرزاند. این زلزله در عمق ۶٫۴ کیلومتری زمین رخ داد که در شهرهای تبریز، اسکو و ارومیه نیز احساس شد. به‌گفتهٔ هلال احمر ایران ۴۳ روستا در منطقه قطور تحت تأثیر این زمین‌لرزه قرار گرفته‌اند. مجتبی خالدی سخنگوی اورژانس ایران از مصدومیت ۷۵ نفر خبر داد. وزیر کشور ترکیه نیز اعلام کرد که دست‌کم ۹ نفر در استان وان ترکیه کشته شدند.